# Bénita Jacques
 (décembre 2024).
Bénita Jacques, également connue sous le nom de Binta Beya Nkuadulendo, née le 20 octobre 1982 à Port-au-Prince en Haïti, est une actrice, scénariste, réalisatrice et productrice canado-haïtienne,.
Elle est une artiste polyvalente et engagée, reconnue pour son talent et sa dévotion à la promotion de la culture et de l'éducation. Ses noms honorifiques, attribués par ses parents adoptifs au Sénégal et au Congo, soulignent son engagement en tant que philanthrope et son ambition d'unir les gens par l'art. 
Elle a reçu une formation académique et professionnelle dans les domaines des arts et des lettres, des arts de la scène et du cinéma. Elle a complété ses études collégiales au Collège Marie-Victorin et a obtenu des diplômes universitaires à l'Université du Québec à Montréal (UQAM),. 
Elle a également participé à des ateliers et à des formations continues pour enrichir ses connaissances et compétences. Passionnée par l'art et le récit, Bénita Jacques a choisi la profession de réalisatrice pour exploiter le pouvoir du cinéma dans la transmission d'histoires et d'idées. Elle vise à utiliser son œuvre pour susciter le dialogue et provoquer le changement,.

## Biographie

### Vie et éducation
Bénita Jacques est née le 20 octobre 1982, à Port-au-Prince, en Haïti. Elle a passé ses années formatrices à explorer sa passion pour les arts, en particulier le théâtre, qu'elle a étudié comme moyen d'expression personnelle et de créativité. Jacques a poursuivi son parcours académique dans les arts, obtenant un Diplôme d'Études Collégiales (DEC) en Arts et Lettres au Collège Marie-Victorin. Elle a poursuivi ses études en obtenant un baccalauréat en Art dramatique à l'Université du Québec à Montréal (UQAM),.

### Carrière
Jacques a commencé sa carrière dans le domaine de l'acting, de l'écriture de scénarios, de la réalisation et de la production. Elle a fondé Zen Queen Media Production Inc., une entreprise destinée à la promotion d'artistes de divers horizons. Grâce à Zen Queen Media Production, Jacques a créé une plateforme pour le dialogue culturel et la représentation, produisant des œuvres audiovisuelles qui reflètent la diversité de la société. Son projet notable, « L'Afrique, berceau de l'humanité et des civilisations modernes », a acquis une reconnaissance internationale pour son exploration de l'histoire et de la culture africaines. Ce documentaire, produit par Zen Queen Media Production, a été présenté dans de nombreux festivals de cinéma à travers le monde. En plus de son travail dans le cinéma, elle est également impliquée dans diverses autres initiatives, y compris The Impact of the Arts, une maison de production artistique, et JBSolutions Immobilières & Benita Jetro Foundation,,,.

### Vie personnelle
En dehors de ses activités professionnelles, Jacques reste engagée dans ses efforts philanthropiques et son implication communautaire. Elle continue de défendre des causes sociales et s'efforce d'avoir un impact significatif grâce à son travail et son plaidoyer.

## Filmographie et influence

### «L'Afrique, berceau de l'humanité et des civilisations modernes»
Bénita Jacques est une actrice, scénariste, réalisatrice et productrice primée, reconnue pour son film « L'Afrique, berceau des civilisations modernes ». Ce film a été sélectionné 41 fois et a remporté 18 prix dans des festivals prestigieux à travers le monde. En tant qu'actrice, Bénita possède une filmographie impressionnante avec des rôles dans « Jeunesse à l'ombre », « Gason Makoklen », «L’innocence » « Storylive », « 30 Vies », « L’Auberge du chien noir », « Ruptures », « Mémoires Vives » et «L’Afrique, Berceau de l’Humanité et des Civilisations Modernes. Son travail promeut la culture et l'éducation, inspirant de jeunes artistes à travers le monde,.
Son approche artistique est résolument inclusive. Bénita croit en la capacité de l'art à rassembler les cultures et à révéler de nouveaux talents, indépendamment de leur origine ou de leur âge. Ses œuvres audiovisuelles reflètent la richesse de notre diversité socioculturelle, permettant à chacun de s'y reconnaître et de dialoguer. Elle est déterminée à utiliser son art pour éduquer et sensibiliser, offrant des modèles de réussite accessibles aux jeunes. Impliquée dans des initiatives socioculturelles et éducatives, Bénita valorise les communautés culturelles et rend le théâtre et le cinéma accessibles à tous. Son film « L'Afrique, Berceau de l'Humanité et des Civilisations Modernes » vise à promouvoir une vision positive de l'Afrique.
Zen Queen Media Production Inc. est une plateforme dédiée à l'éveil des talents émergents, quelle que soit leur origine ou leur âge. Nous célébrons la diversité et l'inclusion à travers des créations audiovisuelles uniques. Avec une offre complète de services, notre objectif est d'inspirer la nouvelle génération d'artistes et d'enrichir les marchés culturels.

### Thème
Ce documentaire vous invite à un voyage captivant à travers l'Afrique, un continent riche en histoires et en cultures qui ont profondément façonné l'humanité. Nous explorerons son histoire précoloniale, révélant l'importance et l'antériorité de ses civilisations, avant que l'esclavage ne déshumanise ses peuples et ne cache leurs précieuses contributions.
Ce puissant témoignage, soutenu par les travaux de Cheikh Anta Diop, Joseph Auguste Anténor Firmin et les contributions de l'UNESCO, rend aux Africains leur fierté en célébrant leurs ancêtres, bâtisseurs d'empires et maîtres des sciences. Enfin, nous affirmons que, fondamentalement, nous sommes tous Africains, unis par une origine commune sur ce continent, et nous proposons un dialogue inclusif pour avancer ensemble vers l'avenir.

### Contexte
Ce film invite tous les peuples à revendiquer leur part de l'héritage africain précolonial par le biais du dialogue et du respect mutuel, proposant une réconciliation au-delà des rôles de victimes et de bourreaux. Son objectif est de repositionner l'Afrique comme le berceau de l'humanité et de combler les lacunes historiques. Reconnaître les contributions africaines est essentiel pour construire un avenir plus juste et équitable pour tous.

### Synopsis
Bénita Jacques, une jeune mère de Montréal, part en Afrique pour explorer ses racines ancestrales et offrir à ses enfants une meilleure compréhension de leur héritage. À Dakar, au Musée des Civilisations Noires, elle découvre l'exposition « L'Afrique, Berceau de l'Humanité et des Civilisations Modernes ». Grâce à des témoignages historiques et scientifiques, elle découvre les vestiges de l'âge d'or africain, trouvant des réponses pour elle-même, ses enfants, et l'humanité.

### Fiche technique
- Durée : 109 minutes
- Couleur : Couleurs
- Format du film : H-264 (HD)
- Pays d’origine du film: Canada
- Langue originale du film : Français

- Doublage : Voix off en anglais
- Versions sous-titrées : Anglais, espagnol et grec
- Type de film : Documentaire
- Date d'achèvement de la production : juillet 2022

### Festivals et pays où le film a été récompensé et sélectionné

#### France
- Pavillon Afrique (Festival de Cannes ) (2024 sélection officielle)[14],[15]
- Pan Africain Film International (2024 winner-award)
- ⁠Cannes PanAfrican International Film Festival (2023 Winner-Award - Dikalo)
- Festival de Cinéma Regards sur le Cinéma de Colombie et d’Amérique du Sud (2024 winner-award: prix du jury et prix du public )

#### Canada
- TIFF - Toronto International Film Festival (2024 sélection officielle)
- Toronto Cyrus International Film Festival (2024 winner-award)
- Toronto Women International Film Festival (2024 sélection officielle)
- Festival International Vues d'Afrique (2024 sélection officielle)
- Le prix union fait la force (2024 winner-award)
- Regroupement Jeunesse en action(2024 winner-award)

#### États-Unis
- Docs Without Borders Film Festival -2024
- Award Winner(Reform-Revolution)
- Award Winner (Social Issues)
- Award Winner (Narration-Talent)
- San Diego Black Film Festival (2024 winner award (prix meilleur documentaire et prix Foreihgn/Diaspora))

- Lonely Wolf #23LWIFF (2023-finaliste)
- Uollywood Aollywood Epic Iconic Festival (2024 winner-award)
- Haiti International Film Festival (2024 winner-award)
- ⁠PHMA - Prestigious Haitian Music Award (2024 winner-award)

#### Grèce
- Bridge Film Fest (2024 sélection officielle)

#### Tokyo
- SENSEI FilmFest (2024 sélection officielle)

#### Inde
- CHINH INDIA KIDS FILM FESTIVAL and FORUM (2024 winner-award)
- Cotton City International Film Festival (2024 winner-award)
- Marathi Film Association International Film Festival(2024 winner-award)
- Chennai International Documentary and Short Film Festival(2024 winner-award)

#### Colombie
- Quibdó Africa Film Festival (2023-finaliste )

#### Mexique
- Cineteca de Derechos Humanos DDHJ - FESTIMO (2023-sélection officielle)

#### Bolivie
- Muestra Internacional de Mujeres en le Ciné et la TV(2023-sélection officielle)

#### Cameroun
- PanAfrican Award (2023 Winners award)
- Les Écrans Noirs (2024 sélection officielle)

#### Nigeria
- Eko International Film Festival(2024 winner-award)
- AMAA - Africa Movie Academy(2023-Nommée )
- Abuja Film Festival (2023- sélection officielle)
- AFRIFF - Africa International Film Festival (2023-sélection officielle)

#### Burkina Faso
- FESPACO  (2024 sélection officielle)

#### République Démocratique du Congo
- Fickin' - International Film Festival Kinshasa (2024 sélection officielle)

#### Kenya
- Out of Africa Film Festival

(2024- sélection  officielle)

#### Zambie
- Sotambé Zambia International Film Festival (2024- sélection officielle)